# Museo Islámico de Jerusalén
El Museo Islámico de Jerusalén (en árabe: المتحف الإسلامي) es un museo en la Explanada de las Mezquitas en la Ciudad Vieja de Jerusalén. Se exhiben exposiciones de diez siglos de la historia islámica que abarcan varias regiones musulmanas. El museo ocupa la esquina suroeste de la mezquita de Al-Aqsa.
El edificio fue originalmente construido por los Caballeros Templarios, que lo utilizaron como anexo a sus sedes permanentes en la antigua Mezquita de Al-Aqsa. Tras la reconquista musulmana de Jerusalén, la mezquita fue restaurada en 1194. El edificio anexo sirvió como un salón de actos para la Escuela Fajr al-Din, una madrasa construida por al- Mansur Qalawun en 1282, durante la época mameluca.
El museo fue establecido por el Consejo Supremo Musulmán en 1922 y es uno de los museos más antiguos de Jerusalén. Es financiado por el gobierno de Jordania. Shadia Yousef Touqan fue la planificadora jefe del sitio. Khader Salameh es el conservador jefe del museo.